# 塙嘉彦
塙 嘉彦（はなわ よしひこ、1935年1月10日 - 1980年1月25日）は、日本の編集者。

## 生涯
東京府生まれ。実家は神官の家系。東京都立日比谷高等学校を経て1958年東京大学仏文学科を卒業。大江健三郎は仏文科での学友だった。最初のフランス政府技術研修生として、『ル・モンド』紙、『フランス・オプセルヴァトゥール』誌、『エクスプレス』で仕事をした。1959年中央公論社に入社。『中央公論』や『季刊中央公論・経営問題』でスター編集者として知られるようになる。『中央公論』編集部在職時には、ジャーナリストの松尾文夫に、キッシンジャーの電撃訪中の3ヶ月前の1971年5月号に「ニクソンのアメリカと中国──そのしたたかなアプローチ」というスクープ的記事を書かせた。またこの時期、山口昌男に『本の神話学』に所収される論考を書かせ、執筆活動を本格化させた。
まもなく、以前の編集長と部下の編集者たちの方針があわず「混沌の海」といわれていた、文芸誌『海』の編集長となって、部下たちを掌握して雑誌を立て直し、伝説的というべき『海』の黄金時代を作った。
ガブリエル・ガルシア＝マルケスやマリオ・バルガス・リョサなど海外の前衛文学を日本に紹介。筒井康隆に初めて純文学を書かせた。また、小林信彦にも「カート・ヴォネガットのような『想像力の文学』を書いたらどうか？」と助言を与えた。また、塩野七生の担当編集者でもあり、彼女が最も信頼していた編集者である。代表作『海の都の物語　ヴェネツィア共和国の一千年』 （正続．1980-81年、中央公論社）は、深い敬愛と哀惜の念がこめられて、扉頁で塙嘉彦に捧げられている。
なお、『海』時代の部下には、村松友視や安原顕がいた。
1980年1月25日、白血病のため急死。45歳没。国際的なジャーナリストとして『ル・モンド』紙が75行を割いて悼んだ。

## 訳書
- ジャン・ダニエル『ジャーナリストの誕生─職業的自伝の試み』（サイマル出版会、1976年）
- クロード・レヴィ＝ストロース『人類学の創始者ルソー』（平凡社、1969年）